# Halticoptera lynastes
Halticoptera lynastes är en stekelart som först beskrevs av Walker 1842.  Halticoptera lynastes ingår i släktet Halticoptera och familjen puppglanssteklar. Inga underarter finns listade i Catalogue of Life.